# Неџад Ибришимовић
Неџад Ибришимовић (Сарајево, 20. октобар 1940 — Сарајево, 15. септембар 2011) је био југословенски и босанскохерцеговачки књижевник, сценариста, костимограф и сценограф.

## Биографија
У Жепчу је завршио основну школу. 1957. године долази у Сарајево где похађа средњу школу за примијењене уметности, одсек вајарство. Након тога уписује Факултет филозофије у Сарајеву и дипломира 1977. године. Био је уредник у листовима Наши дани и Ослобођење, једно вријеме је радио и као наставник у Горажду.
Био је председник Друштва писаца Босне и Херцеговине 1993–2001, главни уредник књижевног часописа Живот 1995–98. Био је и члан Удружења ликовних уметника од 1982. године.

## Сценариста
|                          | 1970 | 1980 | Укупно |
| ------------------------ | ---- | ---- | ------ |
| ТВ филм                  | 1    | 1    | 2      |
| Кратки документарни филм | 0    | 1    | 1      |
| Укупно                   | 1    | 2    | 3      |

| Год.   | Назив                                                   | Улога \|- style="background: Lavender; text-align:center; " | 1970.е_ | 1970.е_ | 1970.е_ | 1970.е_ |
| 1970.  | Угурсуз (ТВ филм)                                       | /                                                           |         |         |         |         |
| 1980.е |                                                         |                                                             |         |         |         |         |
| 1980.  | Ћилим (ТВ филм)                                         | /                                                           |         |         |         |         |
| 1984.  | Обеспокојавајуће предсказање (Кратки документарни филм) | /                                                           |         |         |         |         |

## Костимограф
| Год.  | Назив             | Улога \|- style="background: Lavender; text-align:center; " | 1970.е_ | 1970.е_ | 1970.е_ | 1970.е_ |
| 1970. | Угурсуз (ТВ филм) | /                                                           |         |         |         |         |

## Сценограф
| Год.  | Назив             | Улога \|- style="background: Lavender; text-align:center; " | 1970.е_ | 1970.е_ | 1970.е_ | 1970.е_ |
| 1970. | Угурсуз (ТВ филм) | /                                                           |         |         |         |         |